# 建部村 (岡山県)
建部村（たけべそん）は、岡山県御津郡にあった村。
現在の岡山市北区建部町市場、建部町桜、建部町中田、建部町西原に当たる。

## 沿革
- 1889年6月1日 - 町村制施行に伴い、津高郡市場村、桜村、中田村、西原村が合併し、建部村となる。
- 1900年4月1日 - 津高郡が御野郡と合併し、御津郡となる。
- 1955年2月1日 - 御津郡上建部村、赤磐郡竹枝村と合併、御津郡建部町となる。

## 現在の様子

### 交通

#### 鉄道
JR津山線 建部駅

#### 道路

##### 高速道路
旧村内を走る高速道路なし

##### 国道
旧村内を走る国道なし

##### 県道
- 主要地方道
  - 岡山県道71号建部大井線

- 一般県道
  - 岡山県道211号建部停車場線
  - 岡山県道453号宮地鹿瀬線
  - 岡山県道457号吉田御津線

### 河川・山岳

#### 河川
- 旭川
- 田地子川
- 桜川
- 横折川

### 名所・旧跡・観光スポット・祭事・催事

#### 観光スポット
- たけべの森ゴルフ倶楽部

### 寺院・神社

#### 寺院
- 浄源寺
- 龍淵寺

#### 神社
- 佐久良神社
- 天神宮
- 真名井神社